# Kaufmann für Digitalisierungsmanagement
Der Kaufmann für Digitalisierungsmanagement ist ein staatlich anerkannter Ausbildungsberuf in Deutschland. Er besteht seit 2020.
Zusammen mit dem Kaufmann für IT-System-Management löste er die alten Berufsgänge Informatikkaufmann und IT-Systemkaufmann ab.
Zum Berufsbild zählen die Beschaffung, der Vertrieb und die Administration von IT-Systemen sowie die Betreuung ihrer Anwender.